# 감기
감기(感氣 문화어: 고뿔, 영어: Common Cold) 또는 의학적으로 급성 바이러스형 비인두염 혹은 급성비염은 코, 목구멍 등 상부 호흡계가 바이러스에 감염되어 발병하는 전염성 높은 병의 총칭을 말한다. 대표적인 감기의 증상은 재채기, 콧물, 코의 울혈 등이 있다. 또한, 목이 그렁거리며 아프고 가래가 나온다. 기침, 발열, 두통, 피로도 주된 증상이다. 심하고 드문 경우에 결막염이 동반될 수 있다. 또 몸이 쑤실 수도 있다. 감기는 보통 5일에서 7일 정도 지속된다. 기침과 콧물은 1~2주 지속될 수도 있다. 감기는 성인 평균 1년에 2~4회 정도, 아동의 경우 1년에 12회까지 걸리기도 하는 흔한 병이다. 어린이나 학부모는 감기에 걸리기 쉽다. 감기 바이러스는 학교와 같은 밀집된 인구집단에서 특히 잘 전파되기 때문이다.
감기는 독감과는 다르다. 독감은 더 심한 호흡계의 바이러스 감염으로, 감기에는 보통 없는 발열, 오한, 근육통이 있다. 감기 자체는 생명을 위협하지 않지만, 감기 합병증인 폐렴은 특히 어린이나 노약자에게 생명을 위협할 수도 있다.

## 역사
감기의 원인이 1950년대 이후로 식별되긴 했지만, 이 질병은 고대부터 인간과 함께해왔다. 증상과 치료는 기원전 16세기 전에 기록된, 가장 오래된 의학서인 이집트의 에베르스 파피루스에 기술되어 있다. 감기의 영어 낱말 "cold"는 16세기에 쓰이기 시작했는데 이는 추운 날씨의 노출과 그 증상 사이의 유사성 때문이다.

## 병리

### 원인
보통 리노바이러스(rhinovirus)가 원인이다. 다른 원인 바이러스로는 코로나바이러스, 사람파라인플루엔자바이러스, 사람호흡기세포융합바이러스(RSV, respiratory syncytial virus), 아데노바이러스, 장바이러스, 메타누모바이러스 등이 있다.

### 증상
감기는 종류에 따라 약간씩 다르나 대체로 기침, 재채기, 콧물, 발열 등이 일반적이다. 어른에 비해 아이의 발열 증상이 심하다. 리노바이러스는 상피를 손상하지 않지만 RSV는 손상한다.

## 합병증
감기의 합병증에는 중이염, 부비동염, 기관지염, 모세기관염, 후두염, 폐렴 등이 있다. 감기에는 목숨이 위태롭지 않지만 합병증은 위험하기 때문에 빨리 치료하는 것이 좋다.

## 예방
감기를 피하는 가장 좋은 방법은 감기 환자와의 접촉을 피하고, 2m 거리두기를 해야 한다. 손은 식사 전이나 외출 후 깨끗이 씻고, 함부로 손을 얼굴에 가져가지 않는다. 흔한 감기는 다양한 바이러스로 인한 것이며, 이들은 번식하면서 빠른 속도로 진화(변이)하여 끊임없이 그 계통을 바꾸기 때문에 효과적인 면역은 거의 불가능하다.

## 치료
감기는 병원체를 퇴치하는 치료약이 없고 대증요법에 초점이 맞추어져 있다. 즉 증상이 심하지 않고 견딜만 하다면 굳이 약을 쓰지 않아도 되고 충분한 휴식과 따뜻한 물의 섭취만 하여도 된다. 그러나 충분한 수분 섭취와 증기 가습이 증상을 완화한다는 증거는 없고 체스트 베이퍼 러브(chest vapor rub)가 유효하다는 연구 결과는 있다. 다른 질환의 증상일 수 있으므로 충분히 휴식을 취하였음에도 오랫동안 증상이 호전되지 않는 경우에는 감기가 아닌 다른 원인일 수 있으므로 주의가 필요하다.
편하게 휴식을 7일정도 취하면 잠재된 항진 기능에 의해 감기는 치료된다.
그러나 장기간 감기가 치료되지 않을 경우에는 감기가 아닐 수 있어 전문의의 진단과 검사가 필요하다.
일반적인 감기를 치료하는 검증된 항바이러스제는 없다.

### 한국의 민간요법
1. 인동덩굴 달인 국물을 마시면 증상이 좋아진다. 인동덩굴 40~50그램에 물 한 사발을 붓고 1시간 정도 끓여서 한 번에 마신다. 이것을 하루 세 번 하면 감기의 초기 증상이 치료된다. 이 약에는 해열·해독 작용이 있다.
2. 팥죽 한 사발에 메밀 70그램과 파 뿌리 3개를 넣고 1시간 동안 끓여서 마시고 더운 방에서 땀을 내거나, 파 뿌리 5개에 메주 가루 한 홉을 넣고 1시간쯤 끓여 마시면 감기 증상이 호전된다.
3. 소엽과 황벽나무 껍질 각 20그램과 물 한 사발을 넣고 1시간 정도 끓여서 마시는 것을 하루 세 번 하면 해열·진통 작용이 두드러진다.
4. 감초와 향유는 여름 감기에 특효다. 향유 약 20그램에 감초 4그램에 물을 넣고 1시간 정도 끓여서 하루 세 번 마시면 가벼운 발한 작용을 내며 감기를 낫게 한다.[15]

## 어린이와 감기
어린이에게 이환(罹患)되는 '감기' 가운데는 일생에 한 번은 아무래도 발병하여, 면역에 의하지 않으면 안 되는 바이러스 성 감기가 20여 종류가 있는데, 예컨대 아데노이드 바이러스 감기·파라인플루엔자 감기 등이 그 예이다. 이것은 어린이에서 어린이로 비말전염(飛沫傳染)의 형태로 전염하며, 발열·기침·인후의 통증 등이 주된 증상이다. 특효약은 없으나 항균제를 사용하여 여병을 막고 안정하고 있으면 대개 며칠 안으로 자연히 치유된다.

## 감기에 대한 오해
- 추우면 걸린다 - 감기는 바이러스와 같은 병원체에 의해 생기는 것으로 단순 기온변화에 의해 생기지 않는다. 이러한 오해가 생겨난 이유는 환절기 때 급격한 기온의 차이로 인간의 면역력이 떨어지고 코 점막이 쉽게 건조해지기 때문에 감기 발생률이 높기 때문이다. 그래서 가을과 겨울뿐만 아니라, 봄이나 여름과 같이 온난한 계절에도 감기에 걸리는 사람은 많다. 오히려 매우 추운 북극이나 남극에서는 그 곳에 사는 생명체가 거의 없어 전염매개가 없어 번식에 적합하지 않은 환경이기에 바이러스에 감염되지 않는 이상 감기에 걸리지 않는다.[17]
- 약을 먹으면 빨리 낫는다 - 감기약은 모두 대증요법에 기반한 콧물억제제, 해열제, 진해거담제 등으로 구성된 약품이다. 즉 감기로 기인하는 증상이나 통증을 완화해 줄 뿐이다. 감기에 대항하는 것은 환자의 면역계이므로 약을 먹어 증상을 일시적으로 완화시킨다고 더 빨리 회복된다는 근거는 없다.
- 감기가 악화되면 독감이 된다 - 독감은 인플루엔자 바이러스가 원인인 전혀 다른 질병이며, 증상도 감기와 다르다.[18]

## 대중 문화
한국에는 다음과 같은 감기와 관련된 속담이 전해진다.
- 감기 고뿔도 남은 안 준다 - 매우 인색함을 의미한다.
- 여름 감기는 개도 안 걸린다 - 여름에는 감기 환자가 적음을 의미한다.

## 같이 보기
- 인플루엔자

## 참고 문헌
- Ronald Eccles, Olaf Weber (eds) (2009). 《Common cold》. Basel: Birkhäuser. ISBN 978-3-7643-9894-1.
- 이 문서에는 다음커뮤니케이션(현 카카오)에서 GFDL 또는 CC-SA 라이선스로 배포한 글로벌 세계대백과사전의 내용을 기초로 작성된 글이 포함되어 있습니다.